# Vickers Wellington
Vickers Wellington byl britský střední dvoumotorový bombardér s geodetickou konstrukcí podle patentu konstruktéra Barnese Wallise, používaný za druhé světové války Královským letectvem a letectvy spojenců. Nejvíce byl používán v prvních dvou letech války. Později byl v operacích nahrazen letouny typu Avro Lancaster a Handley Page Halifax.
V prvních letech druhé světové války byl Wellington používán jako noční bombardér a patřil mezi hlavní bombardéry používaných  Bomber Command. Během roku 1943 začal být jako bombardér nahrazován větším čtyřmotorovým těžším typem Avro Lancaster. Wellington dále sloužil v jiných úkolech, zvláště jako protiponorkový letoun. Byl jediným britským bombardérem vyráběným po celou dobu války a vyroben byl ve větším množství než jakýkoli jiný britský bombardér. Na konci války Wellington zůstal jako prvoliniový stroj, ačkoli se stále více dostával do vedlejších rolí. Byl jedním ze dvou bombardérů pojmenovaných po Arthurovi Wellesleymu, 1. vévodovi z Wellingtonu, dalším byl Vickers Wellesley.
Paralelně s Wellingtonem byl vyvinut větší těžký bombardovací letoun navržený podle požadavku B.1/35, Vickers Warwick; obě letadla sdílela asi 85% jejich konstrukčních součástí. Mnoho prvků Wellingtonu bylo také znovu použito v civilní verzi Vickers VC.1 Viking.

## Vývoj

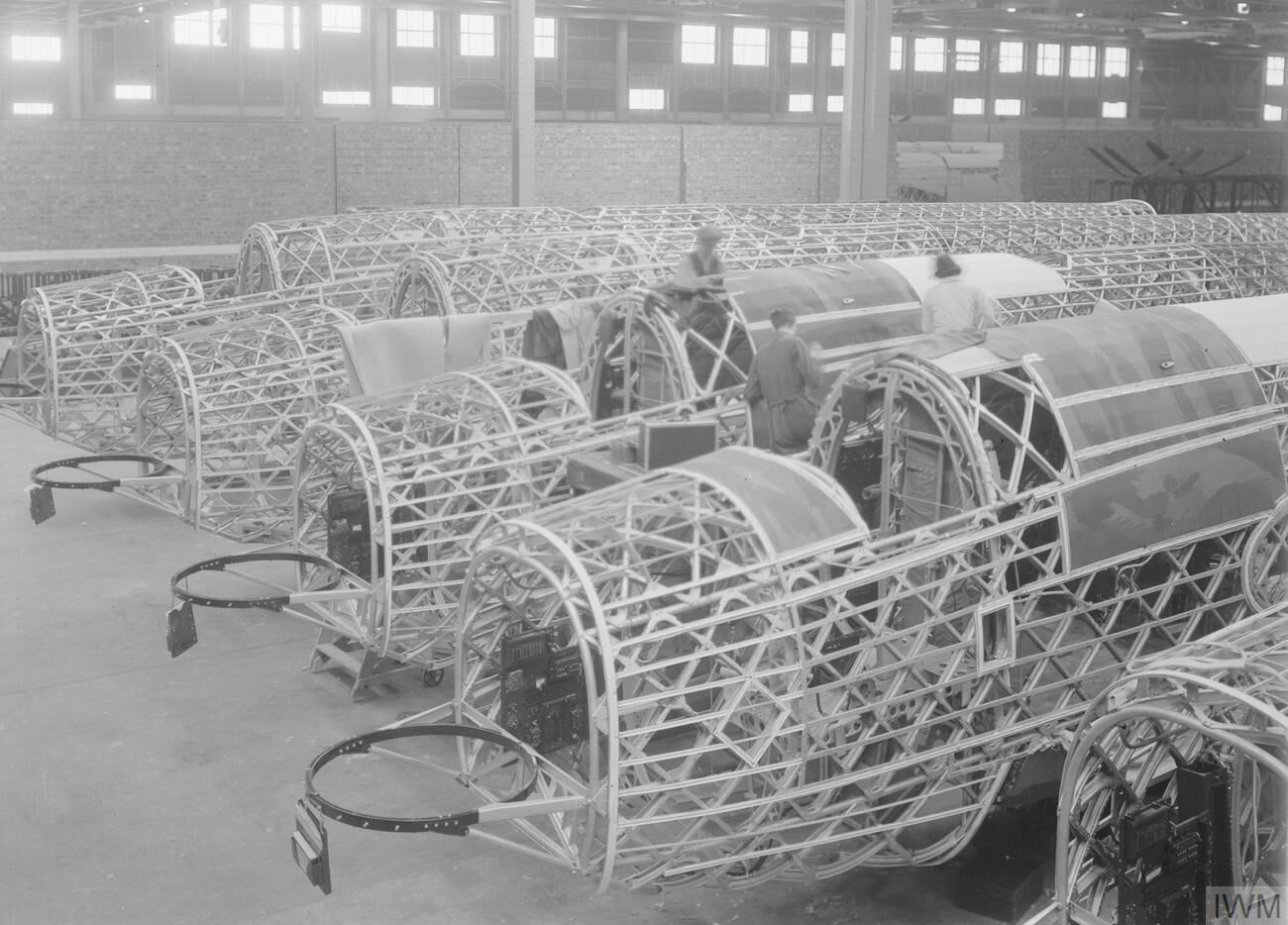
Wellingtony během výroby s viditelnou geodetickou konstrukcí

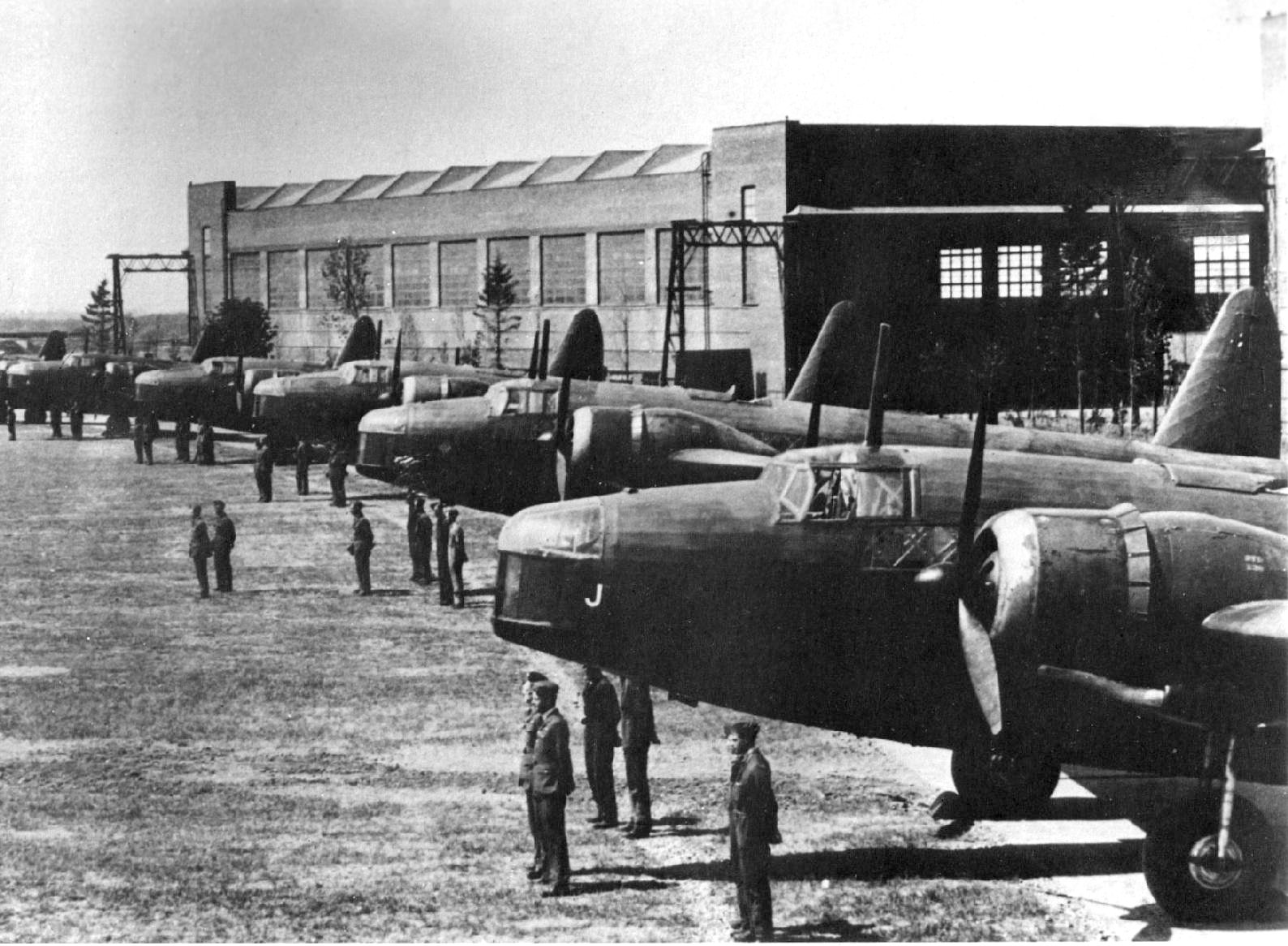
Letouny Wellington Mark I s originální věží Vickers, základna RAF Stradishall, srpen 1939

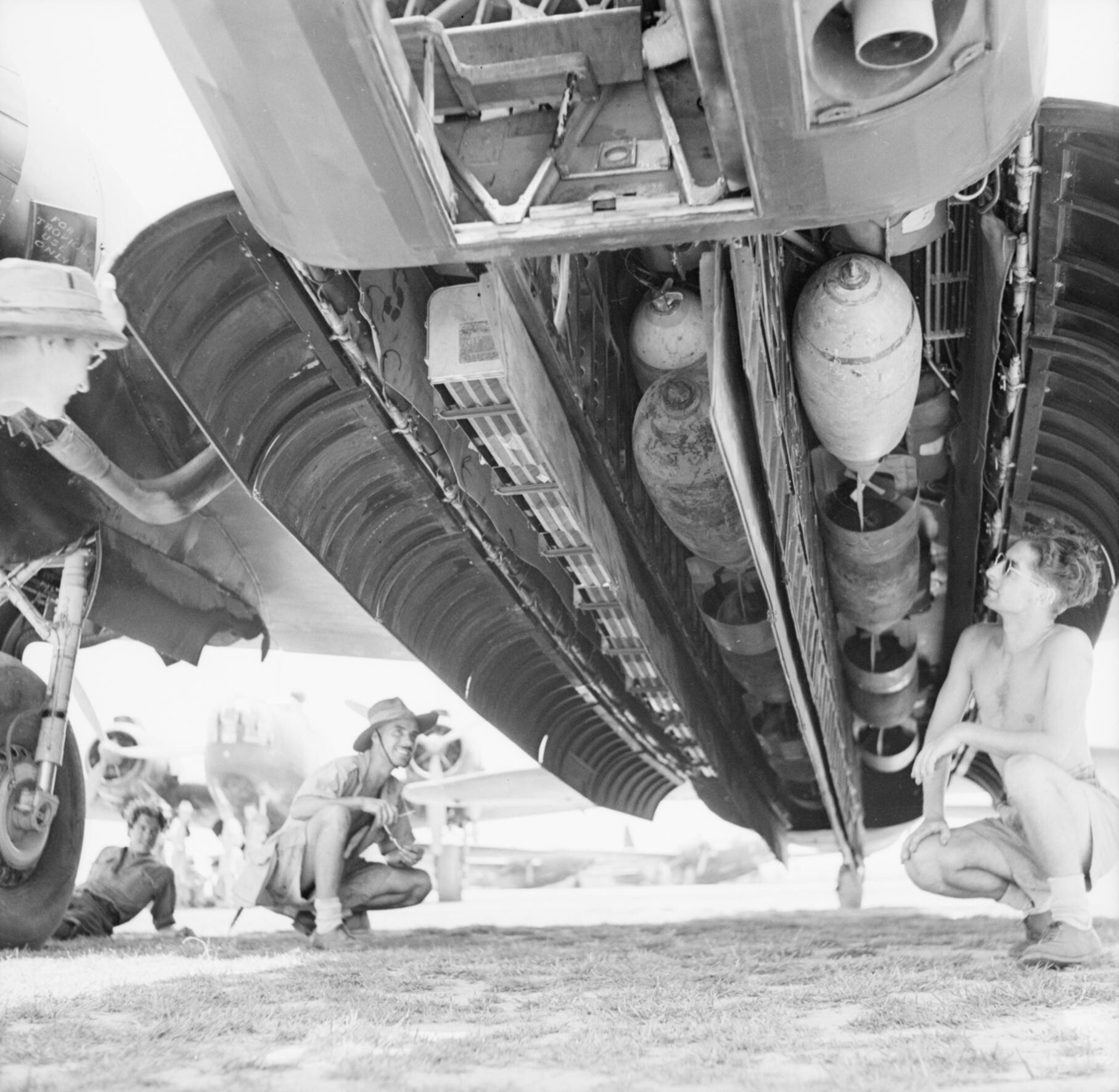
Pumovnice Wellingtonu

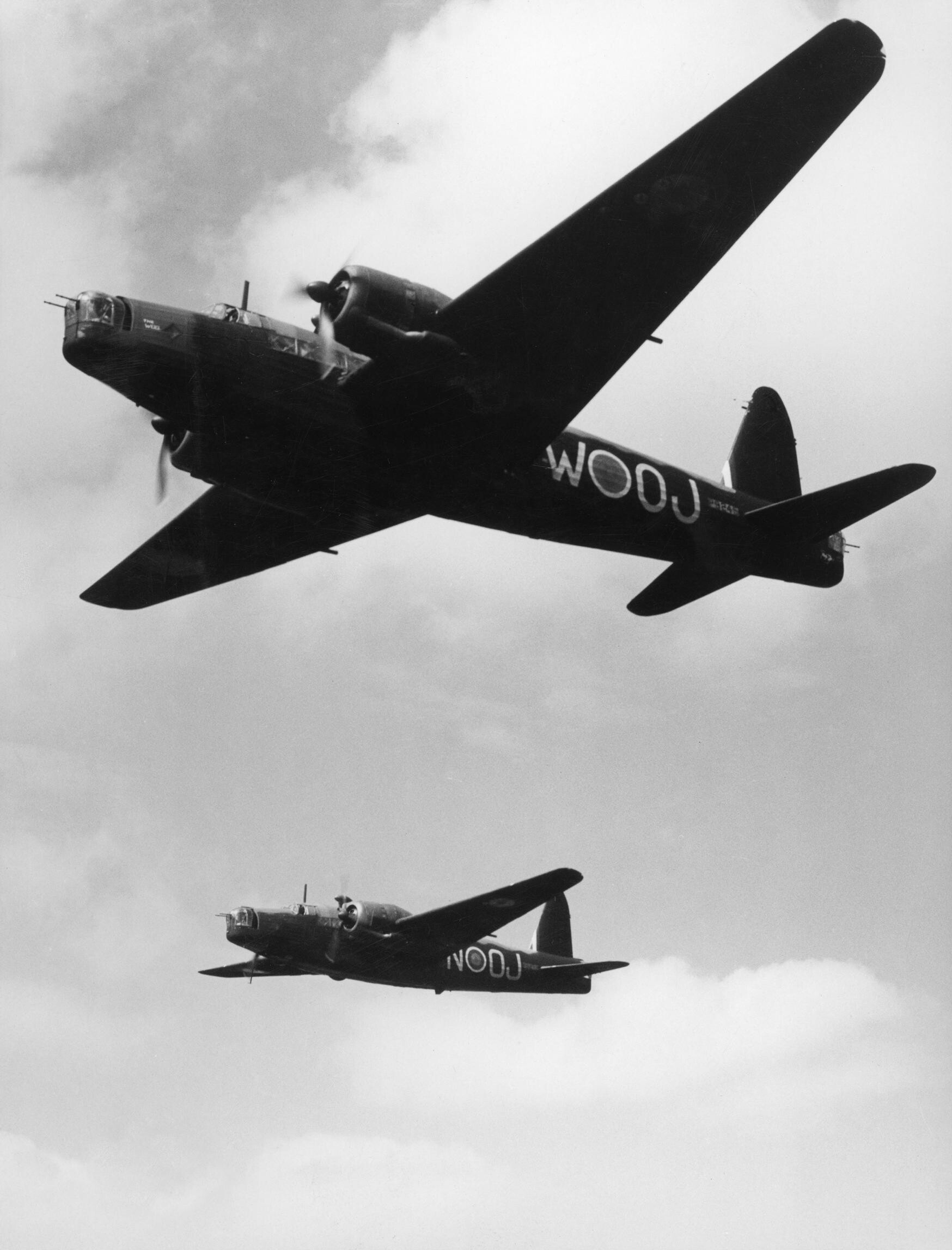
Vickers Wellington 149. perutě, 1940

Letoun vznikl na základě specifikací B.9/32 z roku 1932 a v září 1933 byl předložen projekt. Prototyp letounu vzlétl poprvé 15. června 1936 poháněný hvězdicovými devítiválci Bristol Pegasus X. Výsledky dopadly dobře a stroj byl objednán pro Royal Air Force. Poté byly vydány nové specifikace, podle nichž byl typ upraven pro sériovou výrobu a operační službu.
První sériová verze, označovaná jako Vickers Type 290 Wellington Mk.I byla pětimístná, přičemž letoun byl vybaven motory Pegasus XVIII s výkonem 783 kW (1050 hp) a vyzbrojen čtyřmi kulomety ráže 7,7 mm. První sériově vyráběný Wellington Mk.I vzlétl v prosinci 1937, celkem bylo vyrobeno 181 kusů.
Vývoj pokračoval typem Wellington Mk.IA, který byl již šestimístný se šesti kulomety ve třech střeleckých věžích Frazer-Nash a zesíleným podvozkem vyprodukovaný v počtu 187 strojů.
Jediný exemplář typu Mk.IB sloužil ke zkouškám střeleckých věží Frazer-Nash a v bočních oknech byly instalovány závěsy kulometů.
V srpnu 1939 byla do prvních perutí RAF zařazována varianta Mk.IC s upraveným hydraulickým systémem a elektrickým rozvodem o napětí 24 V a pohonem motory Bristol Pegasus XVIII o výkonu po 772 kW. Této verze bylo vyrobeno 2685 kusů.
Dalším vývojovým typem byl Wellington Mk.II, jehož prototyp (sériové číslo L4250), poprvé vzlétl 3. března 1939, který měl v upravených gondolách kapalinou chlazené motory Rolls-Royce Merlin X o výkonu 842 kW. V přední střelecké věži FN-5 se nacházela dvojice kulometů Browning ráže 7,7 mm, v zadní typu FN-10 stejné zbraně. Sériová výroba ve Weybridge byla zahájena v roce 1940 s přidanou astrokopulí navigátora, vyhřívanou kabinou a zlepšenou hydraulikou. Konstrukční úpravy zahrnovaly také zvětšení rozpětí a plochy stabilizátoru vodorovné ocasní plochy a větším hmotovým vyvážením výškovky. Na podzim roku 1940 jimi byly vyzbrojeny squadrony č. 12, 142, 158, 405 a také 305. polská squadrona, která "dvojky" používala do roku 1942. Na letounu L4250 se zkoušela hřbetní střelecká věž osazená kanónem Vickers ráže 40 mm, později létal s dvojitými SOP. Trojice Mk.II také sloužila jako létající zkušebna proudových motorů W-2 pro letouny Gloster Meteor. Celková produkce dosáhla počtu 401 letounů.
Od roku 1941 do roku 1943 se vyráběly Wellingtony Mk.III, do nichž byly instalovány dvouhvězdicové čtrnáctiválcové motory chlazené vzduchem Bristol Hercules III o výkonu 1048 kW, nebo motory Hercules XI s výkonem 1103 kW a souběžně i Wellingtony Mk.IV s americkými dvouhvězdicovými motory Pratt & Whitney R-1830-S3C4-G Twin Wasp o výkonu 1200 hp (895 kW).
Dále byly postaveny tři kusy čtyřmístného výškového bombardéru typu Mk.V s přetlakovou kabinou, které však pro technické problémy nebyly přijaty do sériové výroby.
Dalšími vývojovými stupni byly letouny Wellington Mk.VI s výškovými motory Rolls-Royce Merlin 60 a Mk.VIA.
Varianta Mk.VIG postavená ve 29 kusové sérii nesla na palubě radionavigační zařízení Oboe. Wellington Mk.VII byl vyroben v jediném exempláři s pohonnými jednotkami Merlin XX.
V roce 1940 byly v závodě ve Weybridge vyčleněny dva stroje B Mk.IC k zástavbě protilodního radiolokátoru ASV Mk.II. Vznikla tak námořní průzkumná modifikace označená GR Mk.VIII s motory Bristol Pegasus XVIII s výkonem po 772 kW. Letounů typu Mk.VIII bylo vyrobeno 394 kusů. První z nich byl letoun se sériovým číslem W5674. 58 strojů z tohoto počtu bylo navíc vybaveno reflektorem Leigh pro noční osvětlení hladinového cíle, 68 bylo upraveno pro zavěšení torpéd a zbytek nosil hlubinné pumy.
Dále byl vyroben jeden kus Wellingtonu Mk.IX, který měl sloužit pro dopravu vojáků. Následující verzí Wellingtonu byl Mk.X, který byl vyrobený v počtu 3804 kusů. V letech 1942 až 1945 se výrobce zaměřil na přestavbu bombardovacích Wellingtonů B Mk.X na námořní. Vznikl tak typ GR Mk.XI s motory Hercules VI nebo XVI po 1231 kW, které v pozdější fázi výroby obdržely vylepšený radiolokátor ASV Mk.III s malou parabolickou anténou pod výstupkem na přídi trupu a některé i reflektor Leigh. Celková produkce verze GR Mk.XI byla 180 letadel.
58 strojů varianty GR Mk.XII bylo určeno pouze pro noční činnost a proto měly všechny zabudovaný reflektor Leigh. Výkonnější motory Hercules XVII po 1275 kW obdržel typ GR Mk.XIII vyrobený v počtu 844 kusů. 841 strojů poslední námořní noční verze GR Mk.XIV z roku 1943 bylo poháněno motory Hercules XVII. K transportu byly určeny varianty C Mk.XV a C Mk.XVI.
Na podzim 1944 se řada letounů typů XI a XIII přestavěla na cvičné varianty T Mk.XVII a XVIII určené k výcviku osádek nočních stíhacích letounů. Cvičná byla rovněž verze T Mk.XIX vyřazená z výzbroje až v roce 1953. Kromě těchto typů vznikaly další obměny, které sloužily pro průzkumné a hlídkové účely, přičemž se uvádí, že byly vyprodukovány stroje v celkovém počtu čtyřiceti typových čísel.

## Operační nasazení

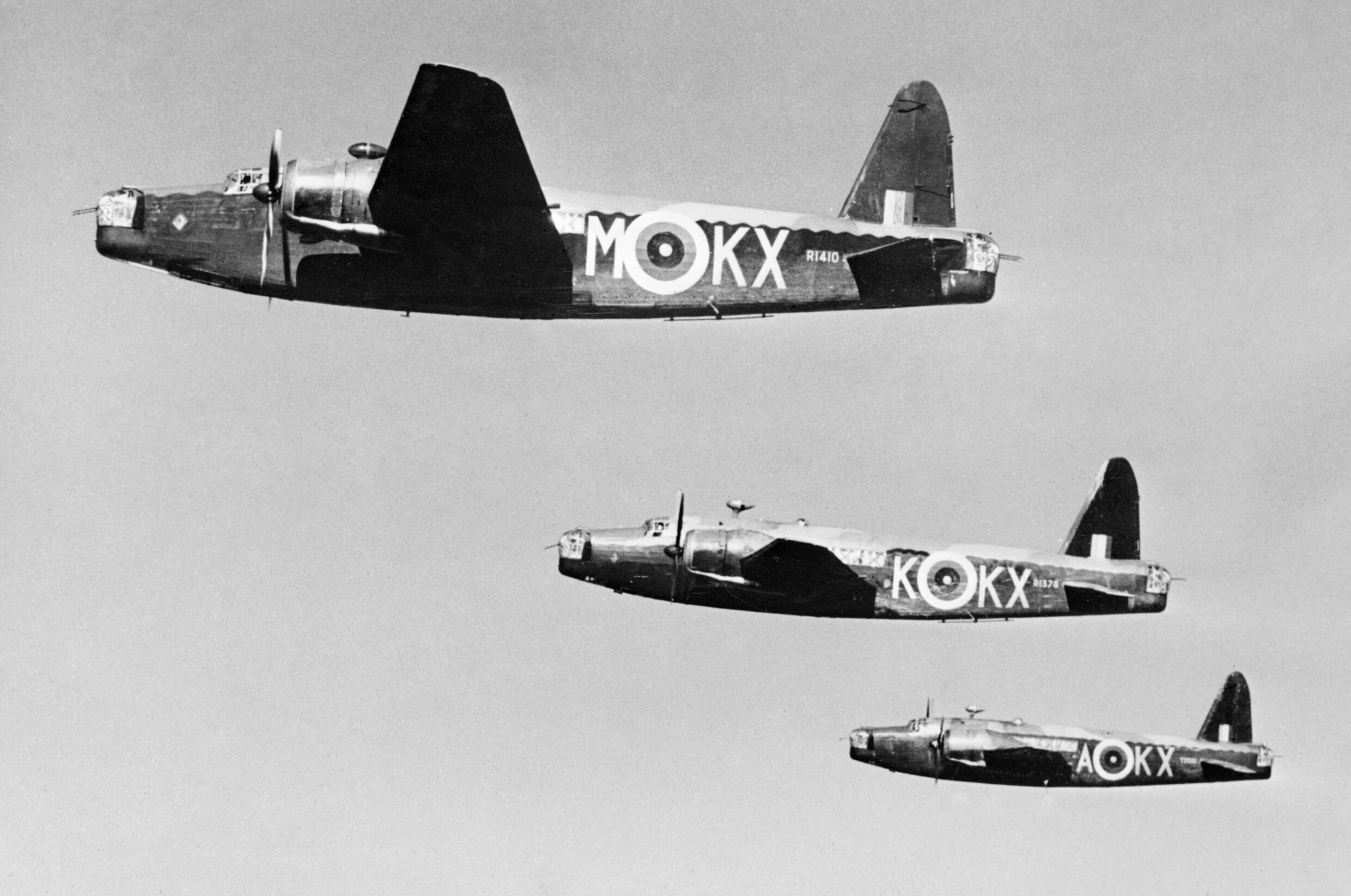
Trojice Wellingtonů Mk.IC československé 311. peruti v letu, březen 1941.

Letouny Wellington, nazývané britskými letci „Wimpey“ či „Wimpy“ a českými letci „Velouš“, tvořily v době vypuknutí druhé světové války výzbroj deseti perutí 3. skupiny bombardovacího velitelství RAF, z nichž dvě ale nebyly ještě plně bojeschopné a dvě sloužily pro operační výcvik osádek. Wellingtony byly, spolu s dalšími britskými bombardéry, zprvu nasazovány především ke shazování letáků nad nacistickým Německem a útokům proti lodím Kriegsmarine. Již 4. září 1939 14 Wellingtonů 9. a 149. peruti podniklo nálet na bitevní křižníky Scharnhorst a Gneisenau kotvící u Brunsbüttelu, což byl v pořadí druhý nálet uskutečněný britskými vzdušnými silami během války. Pokusy o nálety za denního světla na podzim a v zimě 1939 vedly k těžkým ztrátám britských bombardovacích jednotek, a proto se jádro jejich činnosti od května roku 1940 přeneslo do nočních hodin. Po zahájení německé ofenzívy na západní frontě začaly Wellingtony provádět noční bombardovací útoky na pozemní cíle v Německu, zejména komunikační uzly a strategicky důležité průmyslové podniky. Poté, co nacistická Luftwaffe během bitvy o Británii začala bombardovat Londýn, začaly Wellingtony RAF od konce srpna podnikat odvetné nálety na Berlín. Od září 1940 se s letouny typu Wellington do náletů na cíle v okupované Evropě i v Německu zapojila i 311. československá bombardovací peruť RAF. V listopadu 1940 byla zformována také první peruť námořních hlídkových Wellingtonů v rámci velitelství pobřežního letectva. Wellingtony představovaly jádro těžkých nočních bombardovacích sil RAF i v letech 1941-1942, ale v průběhu roku 1943 v nich začaly být ve zvýšené míře nahrazovány modernějšími čtyřmotorovými stroji s větší nosností pum, a přecházely právě k úkolům námořního průzkumu a protiponorkového boje v bitvě o Atlantik, výcviku osádek a částečně i do transportní role, v nichž byly nasazovány až do konce války, a to nejen na západní frontě, ale i ve Středomoří a na Dálném východě.
Posádky Wellingtonů uskutečnily ve Velké Británii 63 976 operačních vzletů, a další na ostatních bojištích války. Po skončení války ještě typ krátce pokračoval ve službě, převážně v cvičné úloze.

## Dochované stroje

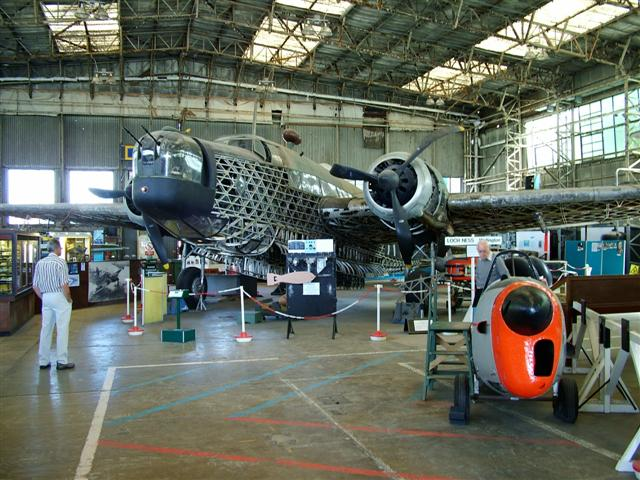
Wellington IA N2980 v muzeu Brooklands

Do dnešních dní se zachovaly jen dva stroje, oba jsou ve Velké Británii.
- Wellington 1A sériové číslo N2980 je vystaven v muzeu motorismu a letectví na bývalém závodním okruhu a letišti Brooklands v hrabství Surrey. Byl vyzdvižen ze dna jezera Loch Ness ve Skotsku v roce 1985.
- Wellington T10 sériové číslo MF628 vystavený v Royal Air Force Museum v Londýně je posledním vyrobeným kusem z podzimu 1945.

## Uživatelé
- Austrálie
  - Royal Australian Air Force
- Československo
  - Československé letectvo v exilu
- Francie
  - Forces aériennes françaises libres
  - Aéronavale
- Kanada
  - Royal Canadian Air Force
- Nový Zéland
  - Royal New Zealand Air Force
- Polsko
  - Polské exilové vzdušné síly
- Řecko
  - Řecké královské letectvo
- Spojené království
  - Royal Air Force
  - Fleet Air Arm

## Specifikace

Třípohledový nákres Wellingtonu Mk.Ia, doprovázený bokorysy variant Mk.I (s původními věžemi Vickers), Mk.II (s motory Merlin), Mk.III (motory Hercules a čtyřkulometná zadní věž), GR.VIII (námořní hlídková verze Mk.IC, na hřbetě trupu antény radaru operujícího v metrovém pásmu), GR.XIV (námořní Mk.X, anténa centimetrického radaru pod přídí a Leighovo světlo na spodku trupu)

Údaje platí pro variantu Wellington Mk.IC

### Hlavní technické údaje
- Posádka: 6-7 osob
- Rozpětí: 26,26 m
- Délka: 19,68 m
- Výška: 5,33 m
- Plocha křídel: 78,04 m²
- Plošné zatížení: kg/m²
- Prázdná hmotnost: 8 417 kg
- Max. vzletová hmotnost: 12 926 kg
- Pohonná jednotka: 2 x Bristol Pegasus Mk.XVIII
- Výkon pohonné jednotky: 1 050 hp (783 kW)
- Poměr výkon/hmotnost: 0,13 kW/kg

### Výkony
- Maximální rychlost: 378 km/h
- Dolet: 2 905 km
- Dostup: 5 486 m
- Stoupavost: 5,7 m/s

### Výzbroj
- 4 × kulomet Browning kalibru 7,7 mm
  - 2 v příďové střelecké věži
  - 2 v záďové střelecké věži
  - Možnost instalace dalších 2 kulometů Browning nebo Vickers K v bočních oknech (ne na všech strojích)
- 2041 kg pum v trupové pumovnici